# Ceriagrion coromandelianum
Ceriagrion coromandelianum är en trollsländeart som först beskrevs av Fabricius 1798.  Ceriagrion coromandelianum ingår i släktet Ceriagrion och familjen dammflicksländor. IUCN kategoriserar arten globalt som livskraftig. Inga underarter finns listade i Catalogue of Life.

## Bildgalleri

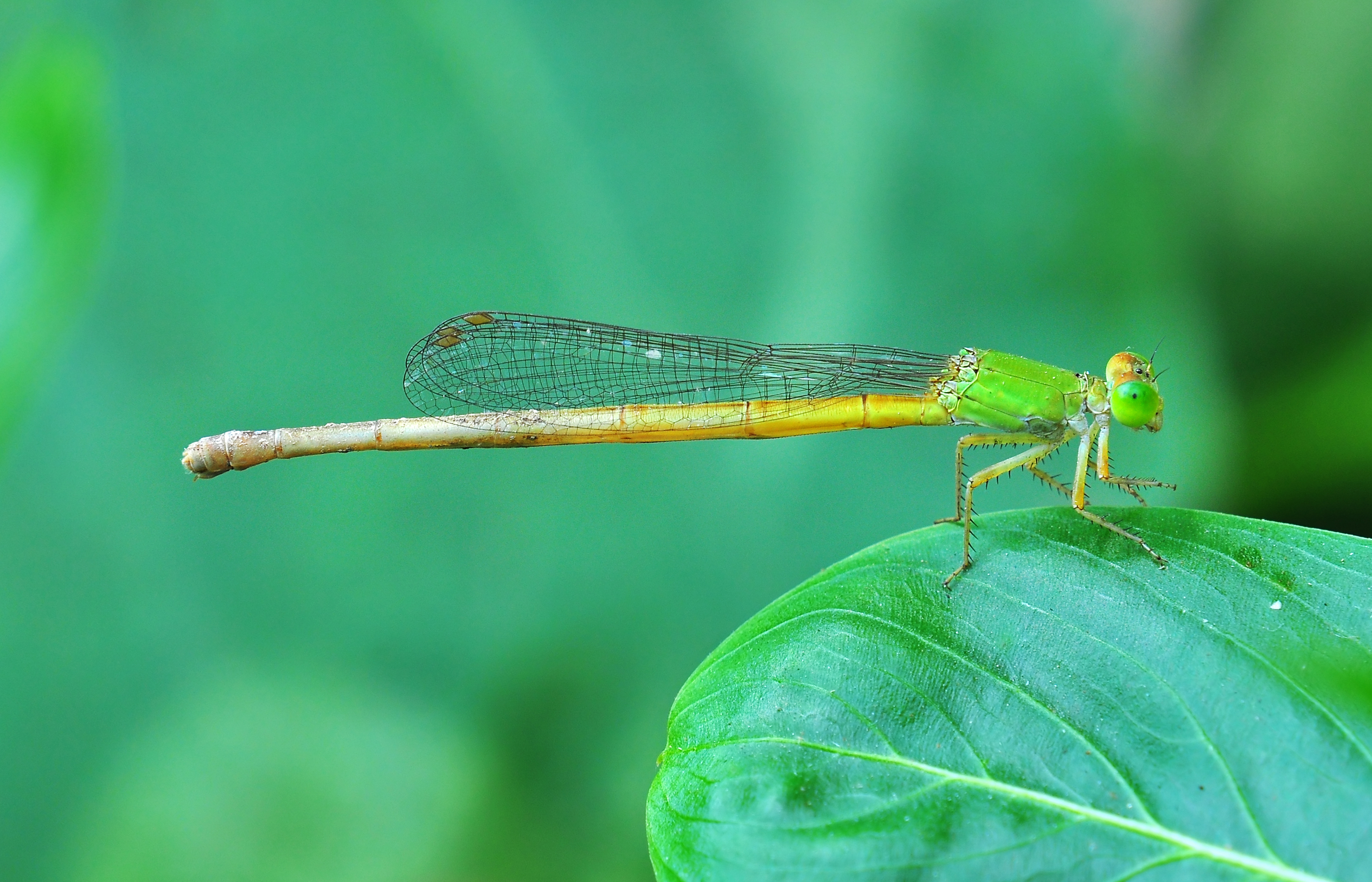
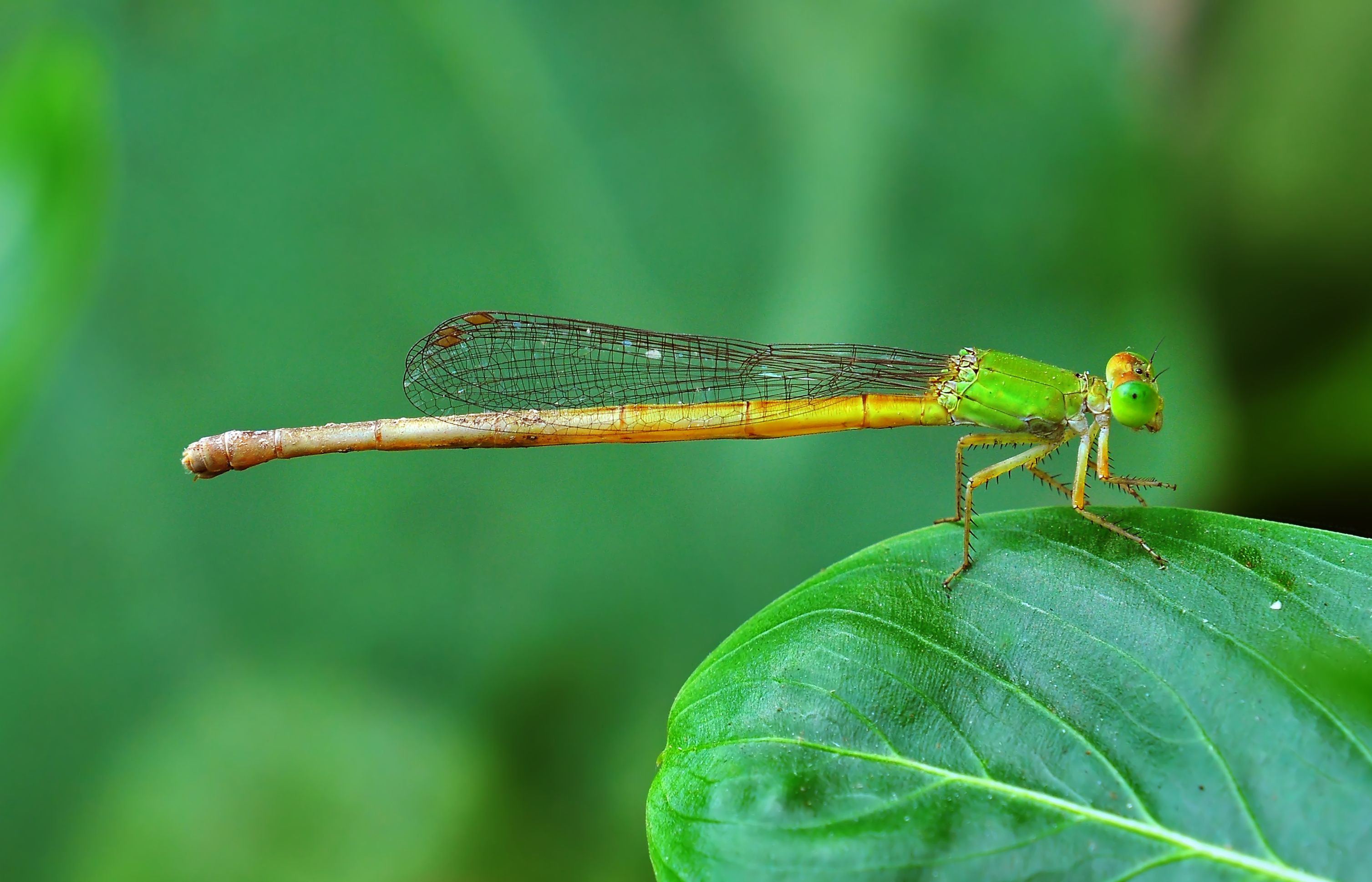
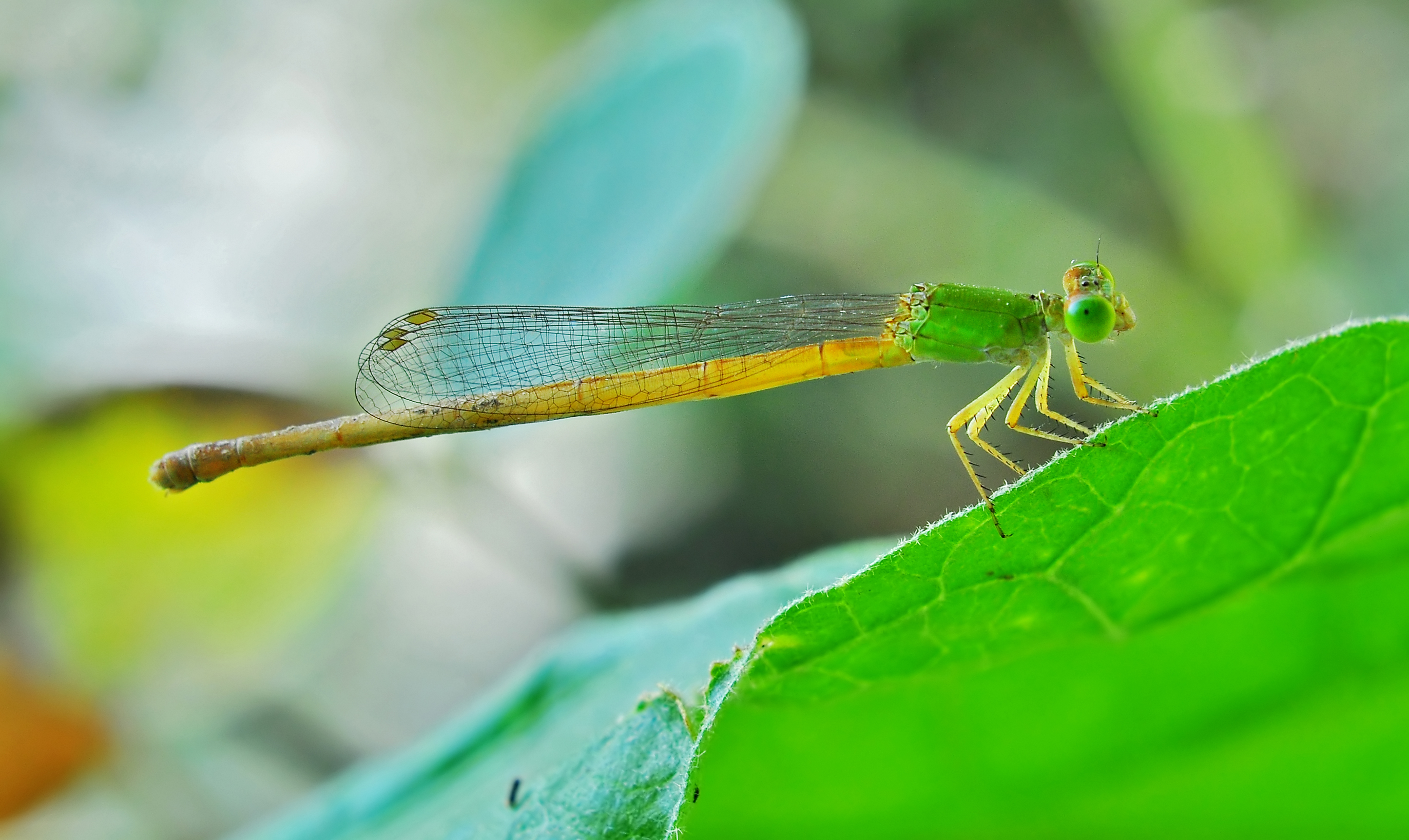
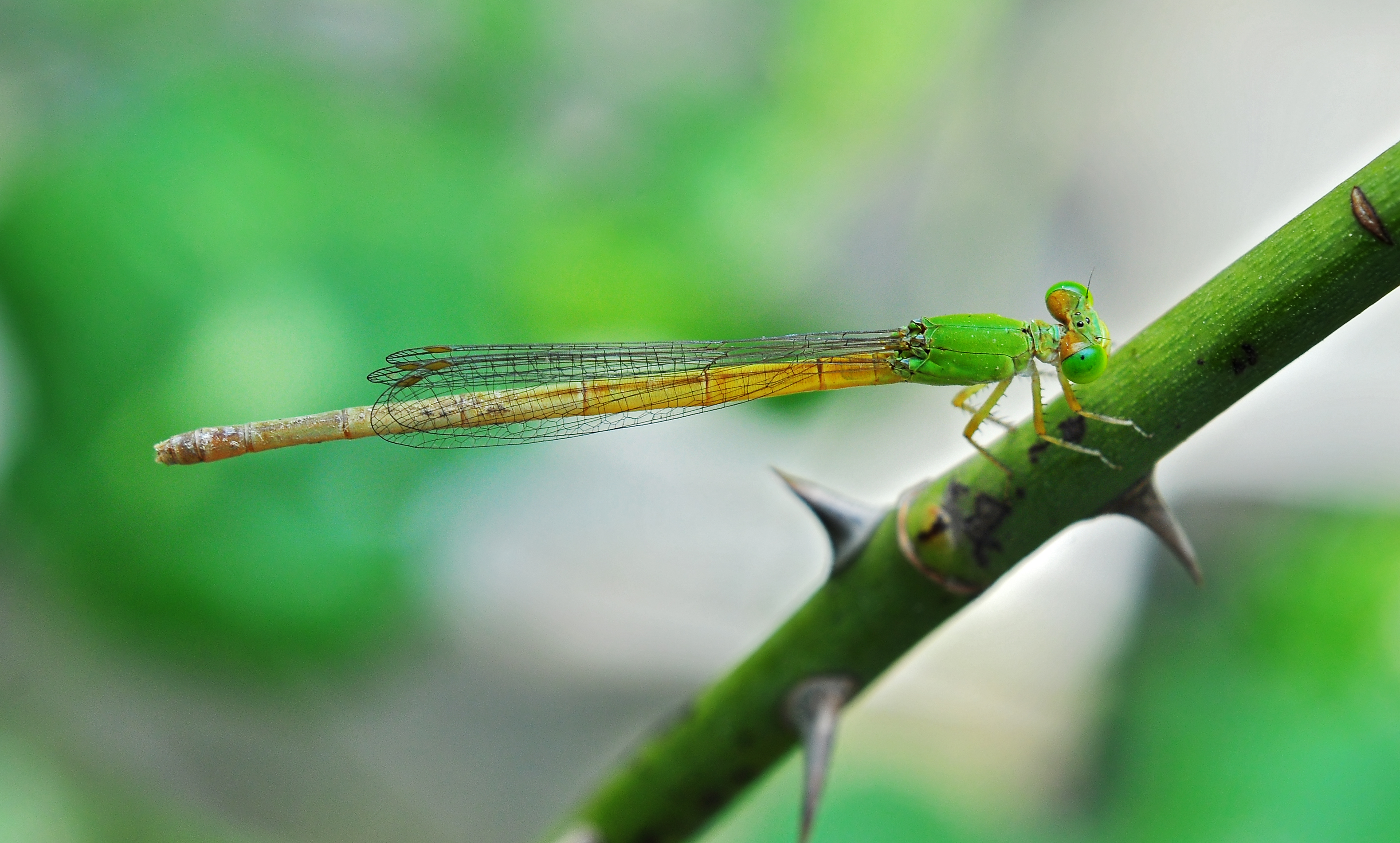
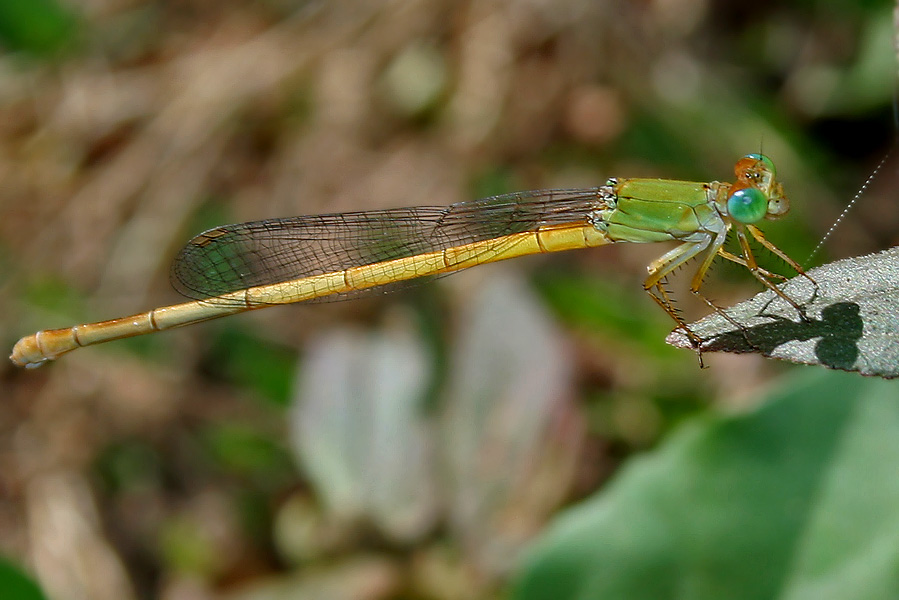
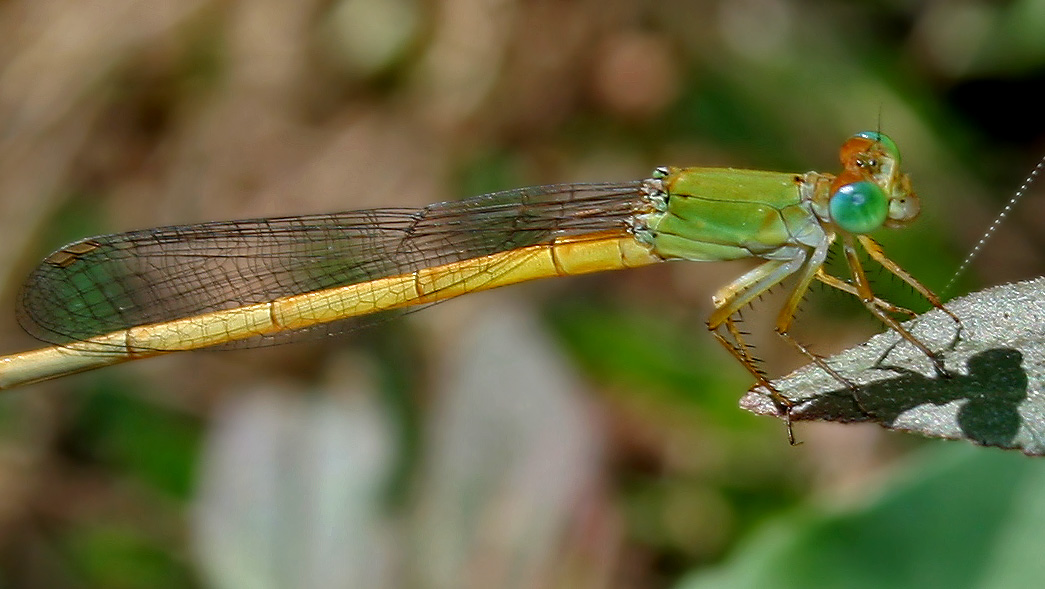